# Muurblaaskorst
De muurblaaskorst (Toninia aromatica) is een korstmos behorend tot Ramalinaceae. Deze korstmos komt voor op steen. Hij leeft in symbiose met een chlorococcoïde alg. Hij heeft de neiging om langs spleten in de rots te groeien.

## Kenmerken
Het thallus is grijs, soms met een vleugje groen. Het uiterlijk is klonterig en bezaaid met zwartachtige schijven (apothecia). De apothecia hebben een diameter van 1 tot 1,5 mm. De sporen zijn 3-septaat, lang elliptisch met afgeronde top en meten 12-23 × 3-6 µm .

## Verspreiding
In Nederland komt de muurblaaskorst zeldzaam voor .